# 中国2010年上海世界博览会阿曼馆
中国2010年上海世界博览会阿曼馆是2010年上海世博会上代表阿曼的展馆，位于世博园区A片区，占地面积为2000平方米。阿曼馆的主题是“阿曼——发现之旅”。

## 展馆
第一展区是多彩地貌。第二展区则是辛巴达航海的故事。第三展区叙说阿曼的环境与可持续发展。